# Blue Peter
Blue Peter (Peter le bleu) est une émission de télévision anglaise destinée à la jeunesse et actuellement diffusée sur la chaîne télévisée CBBC. Ayant débuté le 16 octobre 1958 et toujours en cours, il s'agit de l'émission de télévision pour enfants ayant duré le plus longtemps au monde. L'émission a beaucoup changé dans ses thèmes et sa forme, passant d'une émission de divertissement et de magazine avec des concours à des conseils de bricolages pour enfants.
Durant son existence, l'émission a connu de très nombreux présentateurs avec une forme consistant très souvent en un couple d'hommes et un couple de femmes. Si l'émission utilise un studio pour la majeure partie de sa présentation, elle possède aussi un jardin appelé le Blue Peter Garden qui est utilisé durant l'été ou pour les activités en extérieur. Les présentateurs actuels sont Lindsey Russell et Radzi Chinyanganya. L'équipe compte aussi un chien dressé nommé Iggy et une tortue nommée Shelly qui est avec l'équipe depuis 2004.

## Concept
L'émission a connu de nombreuses formules. La plupart des émissions sont diffusées en direct mais montrent assez souvent des reportages filmés. Il y a parfois eu des activités (ateliers, démonstrations) en studio ainsi que des performances musicales ou dansées. Entre 1960 et 2011, le programme était enregistré au centre télévisuel de la BBC, notamment au studio 1 qui était le quatrième studio le plus large d'Angleterre et l'un des plus grands d'Europe. Cela permit à l'émission d'inclure des performances live avec des grands décors. Entre septembre 2007 et 2009, le programme bougea dans un plus petit studio avant d'en retrouver un large. À partir de 2009, quelques émissions furent filmées entièrement dans le Blue Peter Garden.
L'émission est célèbre en Angleterre pour ses ateliers où les présentateurs montraient comment fabriquer des objets ou cuisiner. Cela donna aussi lieu à la phrase culte « Here's one I made earlier » (« en voici un que j'ai fabriqué plus tôt ») où le présentateur montrait à la fin une version parfaite et complète de l'objet qu'ils étaient train de fabriquer (une phrase attribuée parfois à Christopher Trace ou Marguerite Patten.) Ils furent aussi les premiers à utiliser la phrase « And now for something completely different » (« et maintenant nous allons passer à quelque chose de complètement différent ») qui fut réutilisée par le groupe de comiques les Monty Python,. Il arrive aussi que les présentateurs prennent le temps de lire les lettres et montrent les dessins des jeunes téléspectateurs.
Plus de 4 000 émissions ont été produites depuis 1958 et quasiment chacune d'entre elles depuis 1964 existent dans les archives de la BBC, ce qui est extrêmement rare pour des programmes de l'époque, dont les bandes étaient très souvent effacées. 

## Héritage
De nombreux moments tirés de l'émission sont encore célèbres dans la culture populaire anglaise, notamment les moments où les choses ne se passent pas comme elles avaient été prévues : en 1969, un éléphant, Lulu, urine et défèque en direct dans le studio, marche sur le pied du présentateur John Noakes et tente de s'enfuir ; à Noël 1970, un feu de camp dérape dans le studio lorsque John Noakes fait un sous-entendu sexuel involontaire en parlant de « nettoyer la colonne Nelson ».
La série est connue aussi pour ses concours en partenariat avec d'autres programmes de la BBC. Certains éléments de Doctor Who (monstre, accessoires, épisodes spéciaux) ont été imaginés par des enfants à l'occasion d'un concours organisé par Blue Peter.